# Bill Doss
Bill Doss (Dubach, 12 de septiembre de 1968 - 30 de julio de 2012) fue un cantante, compositor y multiinstrumentista del grupo The Olivia Tremor Control y cofundador de Elephant 6 Recording Company.
Doss fundó The Olivia Tremor Control en 1988 junto con sus amigos de la infancia, Will Cullen Hart y Jeff Mangum. La banda se separó en 2000 después de publicar dos álbumes: Music from the Unrealized Film Script: Dusk at Cubist Castle (1996) y Black Foliage: Animation Music Volume One (1999). 
Después de la desaparición de la banda, Doss inició un proyecto en solitario, The Sunshine Fix. Su primer larga duración, Edad del Sol, fue lanzado en 2002.
En 2005, The Olivia Tremor Control decidió reunirse para dar una serie de conciertos. En 2011 lanzaron un sencillo, «The Game You Play Is In Your Head»; debido a la buena recepción decidieron seguir trabajando juntos. Su último concierto tuvo lugar el 26 de julio en The Georgia Theatre de Athens.
Doss era cofundador de The Elephant 6, un colectivo por el que han pasado algunos de los grupos más influentes e importantes de la música experimental y alternativa de los últimos tiempos, como The Apples in Stereo, Neutral Milk Hotel y Of Montreal.

## Discografía

### The Olivia Tremor Control
Álbumes
- Music From The Unrealized Film Script "Dusk At Cubist Castle" (1996)
- Explanation II: Instrumental Themes and Dream Sequences (1998)
- Black Foliage: Animation Music Volume 1 (1999)
- Those Sessions (1999)
- Singles and Beyond (2000)

EP / Sencillos
- California Demise (1994)
- Split w/ Apples in Stereo (1994)
- The Giant Day (1996)
- The Opera House (1997)
- The Olivia Tremor Control Vs. Black Swan Network (1997)
- Jumping Fences (1998)
- Hideway (1998)

### The Sunshine Fix
Álbumes
- A Spiraling World of Pop (Solo en casete) (1993)
- Age of the Sun (2002)
- Green Imagination (2004)

EP / Sencillos
- Sunshine Fix (7") (1999)
- The Future History of a Sunshine Fix (7") (2000)
- That Ole' Sun (7") (2001)

### Chocolate U.S.A.
Álbumes
- Smoke Machine (1994)

### The Apples in Stereo
- New Magnetic Wonder (2007)
- Travellers in Space and Time (2010)